# 로보로보
로보로보(RoboRobo Co. Ltd.)는 대한민국의 로봇 코딩 과학 교육기업이다. 본사는 서울시 강북구 도봉로 54길 6, 로보로보빌딩 5층(미아동)에 위치해 있으며 CEO는 설립자 최영석이다.
유아와 초·중·고등학교 학생의 코딩학습을 위한 교재와 프로그램을 개발 제공한다
AMD와 교육 콘텐츠를 활용해 STEM 교육을 진행하겠다는 업무협약 체결한 적이 있다

## 상장
2015년에 코스닥 시장에 우회상장하였다.

## 같이 보기
- 럭스로보

## 참고문헌
1. ↑  최, 영석 (2010년 12월 30일). “교육용 로봇 개발의 선두업체 (주)로보로보 최영석박사”. 《교육용 로봇 개발의 선두업체 (주)로보로보 최영석박사》. http://www.dhns.co.kr/news/articleView.html?idxno=48763에 확인함.
2. ↑  한국IR협의회 기술분석보고서-로보로보, 2021.04.29.
3. ↑  서용덕, 로보로보, 상한가 배경은?, 영남일보, 2024-05-20